# سیف اتلادوتیر
سیف اتلادوتیر (انگلیسی: Sif Atladóttir؛ زادهٔ ۱۵ ژوئیهٔ ۱۹۸۵) بازیکن فوتبال اهل ایسلند است که آخرین بار در سال ۲۰۲۴ برای باشگاه فوتبال سلفوس به میدان رفته است.
از باشگاه‌هایی که سیف اتلادوتیر در آن بازی کرده است می‌توان به باشگاه فوتبال فیملیکافلاخ هافنارفیوردور (اف‌اچ)، باشگاه فوتبال سلفوس، باشگاه فوتبال کریستیانستاد، باشگاه فوتبال والور و باشگاه فوتبال زنان زاربروکن اشاره کرد.
وی همچنین در تیم‌های ملی فوتبال زیر ۱۹ سال، زیر ۲۱ سال و زنان بزرگسال ایسلند بازی کرده است.

## دوران باشگاهی
سیف اتلادوتیر در ابتدا کار خود را به عنوان یک مهاجم هدف آغاز کرد اما بعداً به تدریج پس از مدتی به یک مدافع میانی چابک تبدیل شد،
سیف اتلادوتیر در پنجره نقل و انتقالات زمستانی فصل ۲۰۰۹–۱۰ از باشگاه فوتبال ایسلندی والور به تیم آلمانی ۱. اف‌سی زاربروکن منتقل شد و از زادگاهش خارج گشت.
در سال ۲۰۱۱، او پس از سقوط باشگاه فوتبال زاربروکن به کریستیانستاد دی‌اف‌اف ملحق شد. او فصل ۲۰۲۰ را به دلیل گذراندن دوران بارداری و نقاهت برای به دنیا آوردن دومین فرزندش از دست داد و در آوریل ۲۰۲۱ دوباره به میادین ورزشی بازگشت و اولین بازی رقابتی خود را، پس از اکتبر ۲۰۱۹، پس از یک سال و نیم، انجام داد.
در اکتبر ۲۰۲۱، سیف اتلادوتیر اعلام کرد که پس از ۱۲ سال بازی در خارج از کشور تصمیم دارد به کشور زادگاهش، ایسلند، بازگردد.
پس از دو فصل بازی برای باشگاه فوتبال سلفوس، او در پایان فصل ۲۰۲۳، بیست و ششمین دوره لیگ حرفه‌ای فوتبال زنان ایسلند اعلام بازنشستگی کرد. با این حال، او در فصل بعد از تصمیمش بازگشت و در بازگشت دوباره به فوتبال، ۱۲ بازی در لیگ دسته دوم ۱. دیلید شرکت کرد.

## دوران ملی
سیف اتلادوتیر تا ماه سپتامبر سال ۲۰۲۲ بخشی از تیم ملی فوتبال زنان ایسلند بود و در مسابقات قهرمانی زنان اروپا در سال‌های ۲۰۰۹ و ۲۰۱۳ به نمایندگی از کشورش شرکت کرده است.
او در ماه مارس ۲۰۰۷ در یک شکست ۲–۱ در برابر ایتالیا در جام آلگاروه اولین بازی ملی خود را برای تیم ملی فوتبال زنان ایسلند انجام داد.
در ۲۳ ژانویه ۲۰۱۸، سیف اتلادوتیر هفتادمین بازی خود را برای تیم ملی انجام داد و توانست به رکورد تعداد بازی پدرش برای تیم ملی فوتبال ایسلند دست یابد.
در سپتامبر ۲۰۲۲، او اعلام کرد که قصد دارد از تیم ملی فوتبال زنان ایسلند بازنشسته شود.

## زندگی شخصی
سیف دختر آتلی ادوالدسون، کاپیتان و مربی سابق تیم ملی مردان ایسلند است. او در آلمان به دنیا آمد در حالی که پدرش به صورت حرفه‌ای برای باشگاه فوتبال فورتونا دوسلدورف بازی می‌کرد.
برادرش امیل آتلاسون نیز بازیکن فوتبال است که برای باشگاه فوتبال کی‌آر و تیم ملی فوتبال زیر ۲۱ سال ایسلند بازی کرده است. در حالی که خواهرش سارا آتلاستیر برای باشگاه فوتبال زنان اف‌اچ و تیم‌های ملی زیر ۱۷ و زیر ۱۹ سال ایسلند بازی کرده است. عموی او، یوهانس «شوگی» ادوالدسون نیز برای سلتیک بازی کرده است.